# Soleil noir (symbole occulte)
Pour les articles homonymes, voir Soleil noir.

Représentation du Soleil noir dans l'ancienne Obergruppenführersaal de Wewelsburg.

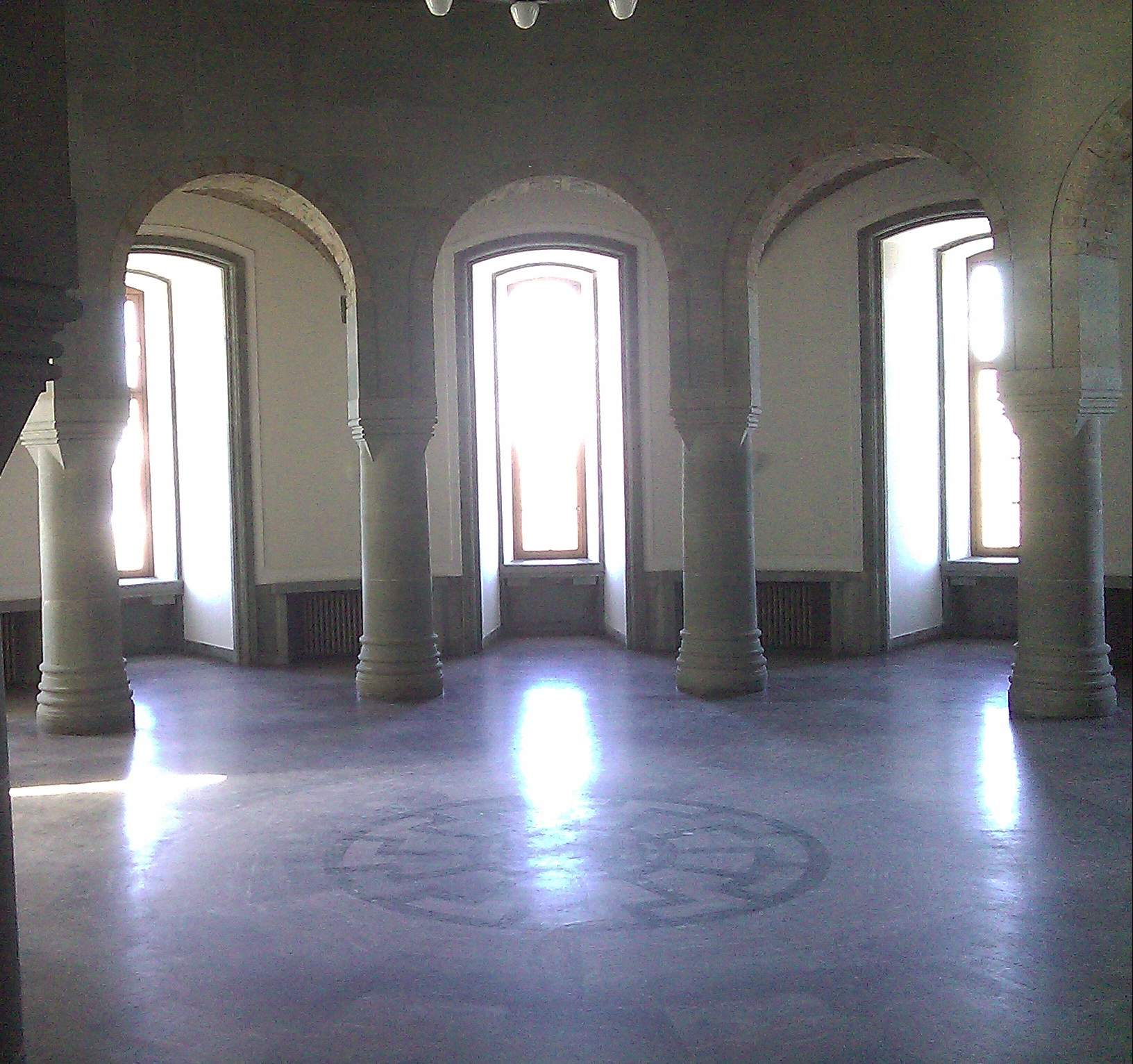
Obergruppenführersaal.

Le soleil noir est un symbole du mysticisme nazi créé par Karl Maria Wiligut. Il est composé de trois svastikas, un symbole religieux que l'on retrouve de l'Europe à l'Océanie, étroitement enlacées. On peut aussi la décrire comme la répétition à douze reprises du caractère Sōwilō de l'alphabet runique désignant Sól, la personnification du Soleil dans la mythologie nordique. Comme ces deux symboles, il peut être rencontré dans les deux sens de rotation.

## Usages par les nazis et les néonazis
Tout comme le svastika, le Sōwilō et la roue solaire qu'il regroupe fut employé comme symbole par les nazis pendant la Seconde Guerre mondiale. On a recensé seulement deux représentations du Soleil noir par les nazis. Mais l'une d'elles est de taille : il s'agit d'un symbole dessiné par la SS dans le château de Wewelsburg dans le sol en marbre de l'ancienne Obergruppenführersaal (littéralement : « salle des Obergruppenführer », soit « salle des généraux ») de la tour Nord. C'est un ornement vert foncé, mosaïque circulaire, au milieu duquel se trouvait un disque d'or.
La conception ésotérique-néonazie du soleil noir a été développée dans le cercle autour de Wilhelm Landig depuis les années 1950. Dans les années 1990, l'identification du Soleil noir avec le symbole dans le Wewelsburg a été popularisée par une jeune génération d'auteurs autour de la Tempelhofgesellschaft, une société allemande-autrichienne,,.
Par cette histoire marquée, l'utilisation liée du terme et du symbole semble surtout se manifester dans les mouvements néonazis ainsi que dans le contexte néopaïen. Si le terme « Soleil noir » (voir les homonymes) n'a pas cette connotation nazie, le symbole est un motif unique, remontant à la mosaïque de Wewelsburg, sur commande d'Heinrich Himmler.[pas clair] Dans les milieux extrémistes de droite, le soleil noir signifie l'attachement à son identité et aux valeurs de sa propre ethnie.

### Sources et bibliographie
- (en) Nicholas Goodrick-Clarke, Black Sun : Aryan Cults, Esoteric Nazism, and the Politics of Identity, Londres, New York, New York University Press, 2002 (réimpr. 2003), V-371 p. (ISBN 0-8147-3155-4 et 0-8147-3124-4, lire en ligne).
  - Nicholas Goodrick-Clarke (trad. de l'anglais par Sébastien Raizer), Soleil noir : Cultes aryens, nazisme ésotérique et politiques de l'identité, Rosières-en-Haye, Camion blanc, coll. « Camion noir » (no CN 07), 2007, 411 p. (ISBN 978-2-910196-65-3).